# Comuna de Widawa
Widawa (polaco: Gmina Widawa) é uma gminy (comuna) na Polónia, na voivodia de Lodz e no condado de Łaski. A sede do condado é a cidade de Widawa.
De acordo com os censos de 2004, a comuna tem 8078 habitantes, com uma densidade 45,4 hab/km².

## Área
Estende-se por uma área de 178,04 km², incluindo:
- área agrícola: 71%
- área florestal: 22%

## Demografia
Dados de 30 de Junho 2004:
|                      | Total   | Total | Mulheres | Mulheres | Homens  | Homens |
| -------------------- | ------- | ----- | -------- | -------- | ------- | ------ |
|                      | pessoas | %     | pessoas  | %        | pessoas | %      |
| População            | 8078    | 100   | 4095     | 50,7     | 3983    | 49,3   |
| Densidade (pop./km²) | 45,4    | 100   | 23       | 23       | 22,4    | 22,4   |

De acordo com dados de 2002, o rendimento médio per capita ascendia a 1357,55 zł.

## Subdivisões
- Brzyków, Chociw, Chrusty, Chrząstawa, Dąbrowa Widawska, Dębina, Goryń, Grabówie, Górki Grabińskie, Izydorów, Józefów Widawski, Kąty, Klęcz, Kocina, Korzeń, Kolonia Zawady, Las Zawadzki, Ligota, Łazów, Ochle, Osieczno, Patoki, Podgórze, Restarzew Cmentarny, Restarzew Środkowy, Rogóźno, Ruda, Sarnów, Sewerynów, Siemiechów, Świerczów, Widawa, Wielka Wieś A, Wielka Wieś B, Wincentów, Witoldów, Wola Kleszczowa, Zabłocie, Zawady, Zborów.

## Comunas vizinhas
- Burzenin, Konopnica, Rusiec, Sędziejowice, Szczerców, Zapolice, Zelów